# ماساتو فوجیوارا
ماساتو فوجیوارا (انگلیسی: Masato Fujiwara؛ زادهٔ ۲۳ ژانویهٔ ۱۹۷۶) اهل ژاپن است.